# Kaplica Matki Bożej Pocieszenia w Kielcach
Kaplica Matki Bożej Pocieszenia – zabytkowa kaplica znajdująca się w kieleckiej dzielnicy Dąbrowa.

## Historia i architektura
Świątynia została wzniesiona w 1866 roku, dzięki staraniom księdza Józefa Ćwiklińskiego.
Jest to budowla drewniana posiadająca konstrukcję zrębową. Kaplica jest orientowana, salowa, nie posiada wyodrębnionego od nawy prezbiterium, zamknięta Jest trójbocznie. Od frontu nawy znajduje się kruchta, natomiast z boku mieści się zakrystia. Świątynia nakryta jest dachem jednokalenicowym, złożonym z gonta, na dachu znajduje się sześciokątna wieżyczka na sygnaturkę. Jest ona zwieńczona blaszanym hełmem cebulastym z latarnią. Wnętrze kaplicy jest otynkowane i nakryte stropem płaskim. Budowla posiada mały chór oraz ołtarz pochodzący z XIX wieku.